# Golden Globe Race 2022
Pour les articles homonymes, voir Golden Globe.
Navigation
G. G. Race 2018
La Golden Globe Race 2022 est une course à la voile autour du monde en solitaire, sans escale, sans assistance et sans électronique, qui a débuté le 4 septembre 2022 au départ des Sables-d'Olonne, en France.
La course se déroule cinquante-quatre ans après la première édition nommée Golden Globe Challenge, première course en solitaire autour du monde qui a inspiré celles du BOC Challenge et du Vendée Globe.
La course est remportée le 27 avril 2023 par Kirsten Neuschäfer qui effectue le parcours en 233 jours (235 jours de mer).

## Description de l'épreuve

### Parcours
L'épreuve débute le 4 septembre 2022 à 14 h (UTC) aux Sables-d'Olonne et se court d'ouest en est à travers les océans en passant par les grands caps : Cap de Bonne-Espérance, Cap Leeuwin et Cap Horn. La date de départ a été reculée de deux mois, par rapport à l'édition 2018 partie début juillet, pour avoir des conditions moins difficiles dans les mers du Sud.
Les navigateurs doivent passer par quatre « portes obligatoires » (Lanzarote, Hobart, Le Cap et Punta del Este). Pour permettre le partage avec le grand public, l’organisation a décidé que les concurrents peuvent « amener appareil photo et caméra modernes » et livrer leurs images à ces points de passage.

### Règlement
Il s'agit d'une course à l'ancienne, sans escale, sans assistance et sans électronique, comme 50 ans en arrière dans une époque où l’électronique à bord des bateaux n’existe pas. Pour ce tour du monde, les skippers doivent utiliser comme instruments de navigation le sextant, le journal de bord, les cartes marines et feuilles de calcul. La radio amateur est interdite : « La dernière fois, ça a permis aux participants d’avoir de l’info à laquelle ils n’auraient pas dû avoir accès. »
Tout participant contraint à faire une escale ou utilisant des informations issues de moyens électroniques sera relégué en « Classe Chichester » (baptisée d’après Francis Chichester, explorateur anglais qui avait réalisé un tour du monde en solitaire en 1966, avec une escale en Australie), récompensée par une plaque d’arrivée, à condition de terminer au plus tard le 14 juin 2023.
Les types de voiliers autorisés sont sélectionnés dans une liste de modèles conçus avant 1988, tous munis de quilles longues.

## Engagés et classement
Seize skippers – dont une femme – sont engagés dans la course. Tous les skippers ont choisi de naviguer en cotre, sauf Michael Guggenberger qui est sur un ketch Biscay 36. C'est la deuxième participation pour quatre concurrents déjà engagés en 2018, dont le Finlandais Tapio Lehtinen arrivé cinquième, Abhilash Tomy qui avait dû abandonner après 86 jours de course, ainsi que Mark Sinclair et Ertan Beskardes.
| Navigateur                               | Nom du bateau  | Modèle de bateau | Classement                                                                       |
| ---------------------------------------- | -------------- | ---------------- | -------------------------------------------------------------------------------- |
| Kirsten Neuschäfer                       | Minnehaha      | Cape George 36   | 1re, arrivée le 27 avril 2023 en 233 j 18 h 43 min 47 s (temps compensé),        |
| Abhilash Tomy                            | Bayanat        | Rustler 36       | 2e, arrivé le 29 avril 2023 en 236 j 14 h 46 min 34 s                            |
| Micheal Guggenberger                     | Nuri           | Biscay 36        | 3e, arrivé le 12 mai 2023 en 249 j 17 h 42 min 24 s                              |
| Classe Chichester (un arrêt)             |                |                  |                                                                                  |
| Simon Curwen                             | Clara          | Biscay 36        | 1er en « Chichester », arrivé le 27 avril 2023 en 234 j et 18 h                  |
| Jeremy Bagshaw                           | Olleanna       | OE 32            | 2e en « Chichester », arrivé le 9 juin 2023 en 277 j, 5 jours avant temps limite |
| Abandon (du plus tardif au plus précoce) |                |                  |                                                                                  |
| Ian Herbert-Jones                        | Puffin         | Tradewind 35     | Abandon après 218 jours – démâtage                                               |
| Elliott Smith                            | Second Wind    | Gale Force 34    | Abandon en décembre - problème de mât                                            |
| Guy Waites                               | Sagarmatha     | Tradewind 35     | Abandon à la suite de son arrêt au Cap le 14 décembre                            |
| Arnaud Gaist                             | Hermes Phoning | Barbican 33 MKII | Abandon après 88 jours – avarie de gréement                                      |
| Tapio Lehtinen                           | Asteria        | Benello, Gaia 36 | Abandon après 75 jours – naufrage                                                |
| Ertan Beskardes                          | Lazy Otter     | Rustler 36       | Abandon après 73 jours – raison personnelles                                     |
| Damien Gillou                            | PRB            | Rustler 36       | Abandon après 71 jours – casse mécanique                                         |
| Pat Lawless                              | Green Rebel    | Saltram Saga 36  | Abandon après 66 jours – casse mécanique                                         |
| Edward Walentynowicz                     | Noah's Jest    | Rustler 36       | Abandon après 27 jours – raisons personnelles                                    |
| Mark Sinclair                            | Coconut        | Lello 34         | Abandon après 26 jours – raisons familiales                                      |
| Guy de Boer                              | Spirit         | Tashiba 36       | Abandon après 14 jours – échouement                                              |

### Évènements de course
Le 18 novembre 2022, Tapio Lehtinen fait naufrage après 75 jours de course, il est récupéré par la concurrente Kirsten Neuschäfer qui a repris sa route après l'avoir transféré sur un cargo aussi détourné.
Vers le 20 décembre 2022, après plusieurs tentatives infructueuses (10 fois en haut du mât) pour réparer l’étai de son mât, l'américain Elliott Smith, âgé de 27 ans, se dirige vers Fremantle (Australie-Occidentale), où il abandonne officiellement la course.
Le 16 janvier 2023, Jeremy Bagshaw, à court d’eau et confronté au fléau des bernacles sur la coque de l'Olleanna, fait escale à Hobart. Après nettoyage de la carène, le skipper sud-africain continue son tour du monde en « Classe Chichester ».
Le 28 janvier 2023, après 157 jours de course dont 151 en tête, Simon Curwen abandonne pour une avarie de régulateur d'allure. Le Britannique fait route vers Puerto Montt (Chili) pour réaliser les réparations, lors de cette escale le 8 février 2023, il reprend alors l'épreuve en « Classe Chichester ».
Le 10 avril 2023, Ian Herbert-Jones démâte après 218 jours de course, il est récupéré par un bateau de pêche taïwanais qui s'est détourné, et est contraint de saborder son bateau.
Le 27 avril 2023, Simon Curwen passe le premier la ligne d'arrivée au large des Sables-d'Olonne, en 234 j et 18 h. Du fait d'une escale au Chili, le skipper ne remporte pas l'épreuve, mais il est classé premier de la « Classe Chichester ».
Le 27 avril 2023 à 19h43 (UTC), Kirsten Neuschäfer franchit la ligne d’arrivée après 235 jours de mer. Son temps officiel est de 233 j 18 h 43 min 47 s après déduction des 35 heures de compensation accordées pour le sauvetage de Tapio Lehtinen. La navigatrice Sud-Africaine de 40 ans devient la première femme à gagner un tour du monde en solitaire, sans escale et sans assistance, à l’ancienne au sextant et sans technologies modernes.
Le 19 mai 2023, Jeremy Bagshaw appelle avec son téléphone satellite (ce qui déclasse en « Chichester ») pour signaler une avarie sévère : la défaillance de son étai au niveau de l’étrave, il ne peut plus utiliser que sa trinquette et son génois léger avec sa grand-voile. Il poursuit néanmoins la course en espérant pouvoir arriver dans cette classe ou il était déjà relégué depuis le 16 janvier.